# Geir Bøhren
Geir Bøhren, född 9 juni 1951, är en norsk kompositör.

## Filmmusik i urval
- 1998 – Sista kontraktet
- 1998 - Efterträdaren
- 1998 - Blodsband
- 1993 - Solens son och månens dotter
- 1992 - Krigarens hjärta
- 1991 - Isbjörnskungen
- 1985 - Orions belte